# 小倉検定協会
小倉検定協会（おぐらけんていきょうかい）とは、公益的事業を主たる目的として、小倉百人一首に関する研究を行う非営利機関。生涯学習や一般教養として、百人一首の知識・能力を試す小倉検定を主催する。また、情報交流会「明月歌流」の運営事業を行う団体である。

## 概要
藤原定家と小倉百人一首にまつわる和歌文法および作者人物関連と時代背景・文化・地理習慣など幅広く問う能力検定試験の開発および実施、認定を行うなど、日本文化である和歌の普及活動を行うことを目的としている。

## 実施事業

### 第一回小倉検定
文化庁文化力プロジェクト関西元気文化圏参加事業。関西学生報道連盟の全面協力の下、同志社大学PRESS編集部、NEWS立命通信社、京都大学EXPRESS編集部と協同で開催。第一回小倉検定学生実行委員会が発足。運営企画、チラシ作成、プレスリリースなど広報も行う。「大学だけでなく、京都市内の中学や高校に告知、近隣店舗へのチラシを設置する」（学生実行委員会プレスリリースおよびサイトより）。学生実行委員長は同志社大学4回生。副委員長は立命館大学3回生で会場指揮を担当。組織マネージャーは京都大学2回生でプレスリリースを担当する。写真提供は宮内庁京都事務所、撮影掲載許可は文化庁。試験は筆記試験により行い、出題形式は、択一式・記述式・論述式となる。問題は百人一首に係わる地域・文化・歴史等、および作者に関する事項など全般から出題。採点の最終判断基準は、旺文社発行の「古語辞典」によるものとし、漢字にはフリガナが付き、小学生でも受検できるとしている（小倉検定協会HP「試験概要」より）。

### 百撰・嵯峨山荘色紙和歌小倉検定
受験資格に制限はなく、年齢に関係なく誰でも受験できる。略称は「小倉検定」。検定問題は、択一式および記述、論述式を含む各級統一問題形式であり、90点以上で1級、80点以上で2級、60点以上で3級、以下は初級として認定され、認定証が発行される。問題集として「小倉検定問題集」が発行されている。

### 明月歌流長者
小倉検定は明月歌流長者を決定する試験でもあり、最高得点者1名には百人一首の知識人として、明月歌流長者（めいげつかりゅうのちょうじゃ）の称号と称号印が授与される。

### 明月歌流の会
和歌を愛する方であれば年齢・性別に関係なく入会できる。ただし、会員制のため年会費が必要とされる。歌道明月歌流、京極歌人として会員の歌が掲載され、優秀作品には表彰もある。